# Ekeby-Almby
Ekeby-Almby est une localité de Suède dans la commune d'Örebro située dans le comté d'Örebro.
Sa population était de 2 168 habitants en 2019 et de 2148 en 2020. La baisse de la population n'est pas expliqué.